# Kanczylowate
Kanczylowate, kanczyle (Tragulidae) – rodzina ssaków z podrzędu przeżuwaczy (Ruminantia) w obrębie rzędu parzystokopytnych (Artiodactyla). Najmniejsze ze ssaków kopytnych żyjących współcześnie. Spokrewnione z piżmowcami. Skamieliny kanczyli znaleziono w Europie w warstwach wczesnomioceńskich, w Afryce występowały we wczesnym i środkowym miocenie. Szczyt rozwoju przypadł na trzeciorzęd.

## Charakterystyka
Ciało kanczyli ma kształt klinowaty. Osiągają 45–80 cm długości, 20–40 cm wysokości w kłębie i masę ciała od 1,5 do 10 kg. Nie posiadają rogów. Poza okresem rozrodu żyją pojedynczo. Zasiedlają skaliste lasy podzwrotnikowe Azji (większość gatunków) i Afryki (kanczyl afrykański), aktywne głównie nocą. Poruszają się zwinnie i szybko. Odżywiają się roślinami, mają silnie rozwinięte, stale rosnące kły górne, czterokomorowy żołądek (trzecia komora silnie zredukowana). U niektórych gatunków zaobserwowano zachowania terytorialne (walki pomiędzy samcami, znakowanie terenu wydzieliną gruczołów śródżuchwowych). Potrafią pływać i nurkować. Samica rodzi jedno młode.
Uzębienie kanczyli składa się z 34 zębów.

## Systematyka
Do kanczylowatych zaliczane są następujące występujące współcześnie rodzaje:
- Moschiola J.E. Gray, 1852 – kanczylek
- Tragulus Brisson, 1762 – kanczyl
- Hyemoschus J.E. Gray, 1845 – wodnokanczyl – jedynym przedstawicielem jest Hyemoschus aquaticus (W. Ogilby, 1841) – wodnokanczyl afrykański

Opisano również kilka rodzajów wymarłych:
- Afrotragulus Sánchez, Quiralte, Morales & Pickford, 2010[14]
- Archaeotragulus Métais, Chaimanee, Jaeger & Ducrocq, 2001[15] – jedynym przedstawicielem był Archaeotragulus krabiensis Métais, Chaimanee, Jaeger & Ducrocq, 2001
- Dorcabune Pilgrim, 1910[16]
- Dorcatherium Kaup, 1833[17]
- Iberomeryx Gabunia, 1964[18]
- Krabitherium Métais, Chaimanee, Jaeger & Ducrocq, 2007[19] – jedynym przedstawicielem był Krabitherium waileki Métais, Chaimanee, Jaeger & Ducrocq, 2007
- Siamotragulus H. Thomas, Ginsburg, Hintong & Suteethorn, 1990[20]
- Stenomeryx Ducrocq, Aung Naing Soe, Chavasseau, Chit Sein, Chaimanee, Lazzari & Jaeger, 2020[21] – jedynym przedstawicielem był Stenomeryx bahinensis Ducrocq, Aung Naing Soe, Chavasseau, Chit Sein, Chaimanee, Lazzari & Jaeger, 2019
- Yunnanotherium Han Defen, 1986[22] – jedynym przedstawicielem był Yunnanotherium simplex Han Defen, 1986.